# Louis Saulcy
 (novembre 2013).
Si vous disposez d'ouvrages ou d'articles de référence ou si vous connaissez des sites web de qualité traitant du thème abordé ici, merci de compléter l'article en donnant les références utiles à sa vérifiabilité et en les liant à la section « Notes et références ».
Louis Saulcy est un prêtre catholique alsacien né le 28 mai 1745 à Sainte-Marie-aux-Mines et décédé à Urbeis le 31 mai 1812. Prêtre réfractaire à Steige, il est ami et compagnon de pastorale de Joseph Fréchard, autre célèbre prêtre réfractaire des Vosges.

## Biographie
Louis Saulcy est ordonné prêtre le 29 avril 1770. Il est d'abord nommé vicaire à Sainte-Marie-aux-Mines jusqu'en 1772, puis devient vicaire à Saint-Martin de 1775 à septembre 1792. Il refuse alors d'être un prêtre jureur et entre en dissidence à Steige où il rencontre Joseph Fréchard de vingt ans son cadet. Ensemble, ils partent fin 1793 vers la Suisse, notamment l'abbaye de Muri et surtout d'Einsiedeln avant de revenir au milieu de l'année 1795 avec une charge pastorale reconnue par le cardinal de Rohan siégeant à Ettenheim.
L'abbé Saulcy, moins mobile que Dom Fréchard, est arrêté à Steige le 5 juillet 1798. Il est emprisonné à Barr puis condamné au bagne sur l'île de Ré le 27 janvier 1799 au terme de son procès. Après le Concordat rétablissant les liens entre la République et la Papauté, il est libéré et revient dans les Vosges. Il accepte le statut de prêtre concordataire et devient desservant d'Urbeis le 8 septembre 1802. Malgré sa santé défaillante depuis son arrestation et sa courte vie au bagne, il se maintient à son poste jusqu'à son décès en 1812.